# Рублёво (Уржумский район)
Рублёво — деревня в Уржумском районе Кировской области в составе Рублёвского сельского поселения.

## География
Находится на расстоянии примерно 21 километр на северо-запад от районного центра города Уржум.

## История
Основана предположительно в начале 19 века как починок Овечкин. Чуть позже, приблизительно в 1820 году, сюда приехал из Подмосковья Рублев Андрей Архипович с семьей. В 1873 году учтено было дворов 7 и жителей 106, в 1905 24 и 205, в 1926 42 и 193, в 1950 41 и 170 соответственно. В 1989 году отмечено 33 жителя. 

## Население
Постоянное население  составляло 32 человека (русские 94%) в 2002 году, 0 в 2010.